# Eugenio Choquecallata
Eugenio Choquecallata (Azángaro ¿? - ¿?) fue un indígena quechua que participó en los movimientos revolucionarios contra el Imperio español a principios del siglo XIX.
Nacido en Azángaro, fue hijo de Pedro Choquecallata y de Tomasa Mango, su padre había combatido junto a Túpac Katari en 1781. Vivía en la ciudad de La Paz a principios del siglo XIX, tenía una casa en el barrio de San Sebastián. Participó activamente en la Revolución de La Paz, el cabildo lo nombró capitán del regimiento el 25 de julio aumentando su salario significativamente. 
Derrotada la revolución, huyó hacia la Provincia de Chucuito pero fue apresado y llevado a La Paz, estuvo prisionero en el cuartel de La Merced. No se sabe cuál fue el castigo que recibió por sublevarse.
En 1811, gracias a su amistad con la criolla revolucionaria Vicenta Juaristi Eguino, logró casarse con la rica heredera mestiza Úrsula Goyzueta el 18 de junio. Se conoce que Choquecallata participó en el Asedio de La Paz de 1811, donde fue quemada la casa de su suegro Juan Bautista Goyzueta. Luego de este acontecimiento no se tienen registros de su vida.
Un escándalo protagonizado por Choquecallata se produjo en 1805, cuando trató de casarse con Juana Urquizo, la joven inicialmente aceptó el compromiso pero luego solicitó que el novio obtuviese una licencia real para contraer matrimonio. Choquecallata apeló a las autoridades y logró que la joven fuese enviada al beaterio de las hermanas nazarenas por eludir el compromiso, posteriormente se le presentó la opción a Juana de aceptar casarse o entrar a un convento y ella decidió ingresar al convento de la Concepción.